# 相田翔子のスウィート・ソレイユ
『相田翔子のスウィート・ソレイユ』（あいだしょうこのスウィート・ソレイユ）は、相田翔子がパーソナリティを務めていたニッポン放送製作のラジオ番組である。放送期間は2010年4月4日から2021年3月28日まで。

## 内容
仕事、生活、趣味、ファッション、トレンド、金銭、レジャーなどの情報を主に提供。アジアン・ミュージック、ヒーリング・ミュージック、リラクゼーション音楽などをBGMに流しながら進めている。
放送形態はネット局ごとに異なり、10分間の帯番組として放送する局もあれば、週に1回の30分番組として放送する局もある。また、ニッポン放送自身はこの番組を放送しておらず、番組製作およびネット局へ裏送りする役割のみを担っている。

## パーソナリティ
- 相田翔子
- 吉澤ひとみ - 相田が産休・育休を取っている間の代理で出演。吉澤の出演期間中は番組タイトルも『吉澤ひとみのスウィート・ソレイユ』に変更されていた。

## 放送局

### 放送終了までネットされた放送局
| 放送対象地域 | 放送局名          | 放送時間                                 | 備考                                                 |
| ------------ | ----------------- | ---------------------------------------- | ---------------------------------------------------- |
| 山梨県       | 山梨放送（YBS）   | 土曜 7:40 - 7:55                         |                                                      |
| 山口県       | 山口放送（KRY）   | 土曜 7:45 - 8:00                         |                                                      |
| 秋田県       | 秋田放送（ABS）   | 土曜 17:30 - 17:45 月 - 金 16:10 - 16:20 | 2019年4月6日 - 2020年3月28日 2020年3月30日から変更。 |
| 和歌山県     | 和歌山放送（wbs） | 土曜 22:00 - 22:30                       |                                                      |
| 新潟県       | 新潟放送（BSN）   | 日曜 9:15 - 9:30                         | 2017年4月2日から現在の時刻に変更。                   |

### 過去の放送局
| 放送対象地域 | 放送局名          | 放送時間 | 放送期間 |
| ------------ | ----------------- | --- | --- |
| 石川県       | 北陸放送（MRO）   | 火曜 - 金曜 18:20 - 18:30                                                                                                | 2012年10月2日 - 2013年3月29日 2013年10月1日 - 12月27日 |
| 山形県       | 山形放送（YBC）   | 月曜・火曜 11:40 - 11:50 月曜 11:40 - 11:50                                                                              | 2010年4月5日 - 8月3日 2010年8月9日 - 2015年3月23日 |
| 宮城県       | 東北放送（TBC）   | 月曜 16:40 - 16:50 | 2012年4月2日 - 9月24日 |
| 中京広域圏   | 東海ラジオ（SF）  | 月曜 20:30 - 21:00 | 2010年4月5日 - 9月27日 |
| 福岡県       | KBCラジオ         | 水曜 24:00 - 24:30 土曜 18:00 - 18:30 日曜 18:30 - 19:00 土曜 23:15 - 23:25 日曜 23:00 - 23:10 日曜 8:43 - 8:52          | 2010年4月7日 - 9月29日 2010年10月9日 - 2011年4月2日 2011年4月10日 - 2012年4月1日 2012年4月7日 - 9月29日 2012年10月14日 - 2013年3月31日 2013年4月7日 - 2016年3月27日              |
| 長野県       | 信越放送（SBC）   | 土曜 21:50 - 22:00 月曜 - 金曜 21:30 - 21:40 土曜 21:50 - 22:00 土曜 18:25 - 18:35 土曜 18:05 - 18:20 土曜 18:35 - 18:50 | 2011年4月16日 - 10月1日 2011年10月3日 - 2012年3月30日 2012年4月7日 - 9月29日 2012年10月5日 - 2013年3月30日 2014年4月5日 - 6月28日 2014年7月5日 - 9月27日                         |
| 近畿広域圏   | MBSラジオ         | 日曜 6:15 - 6:30 日曜 6:30 - 7:00                                                                                        | 2012年10月7日 - 2013年3月31日 2013年4月7日 - 2014年3月30日 |
| 近畿広域圏   | ラジオ大阪（OBC） | 日曜 21:00 - 21:30 日曜 25:00 - 25:30 土曜 28:00 - 28:30                                                                 | 2010年4月11日 - 2011年4月3日 2011年4月10日 - 10月2日 |
| 広島県       | 中国放送（RCC）   | 日曜 8:15 - 8:30 日曜 7:15 - 7:30 日曜 8:20 - 8:30 土曜 6:15 - 6:25 土曜 6:00 - 6:10                                     | 2012年4月8日 - 9月30日 2012年10月7日 - 2013年3月31日 2013年4月7日 - 6月30日 2013年7月6日 - 9月28日 2013年10月5日 - 2016年6月25日                                                 |
| 佐賀県       | NBCラジオ佐賀     | 日曜 5:45 - 6:00 日曜 15:45 - 16:00                                                                                      | 2010年6月6日 - 2011年6月26日 2012年10月7日 - 2013年3月31日 |
| 岐阜県       | ぎふチャン        | 日曜 8:30 - 8:45 土曜 5:45 - 6:00 日曜 7:00 - 7:15                                                                       | 2010年4月4日 - 2011年3月27日 2011年4月2日 - 2013年3月30日 2013年4月7日 - 9月29日                                                                                                 |
| 兵庫県       | ラジオ関西（CRK） | 日曜 7:00 - 7:15 日曜 6:50 - 7:00 日曜 5:30 - 5:45                                                                       | 2010年10月3日 - 12月12日 2012年10月7日 - 2013年3月31日 2013年4月7日 - 2014年3月30日                                                                                              |
| 富山県       | 北日本放送（KNB） | 月曜 - 金曜 7:30 - 7:40 土曜 7:00 - 7:15 日曜 17:30 - 17:40                                                              | 2010年4月5日 - 2014年3月28日 2014年4月5日 - 9月27日 2014年10月4日 - 2016年9月25日                                                                                                |
| 北海道       | STVラジオ         | 日曜 21:30 - 22:00 日曜 20:30 - 21:00 日曜 6:15 - 6:30 土曜 18:50 - 19:00 金曜 5:05 - 5:20 土曜 5:15 - 5:30              | 2010年4月11日 - 2010年10月3日 2011年10月9日 - 2012年4月1日 2013年10月6日 - 2014年9月28日 2014年10月4日 - 2015年3月28日 2015年4月3日 - 2016年9月24日 2016年10月1日 - 2017年4月1日 |
| 長崎県       | 長崎放送（NBC）   | 日曜 5:45 - 6:00 土曜 16:30 - 16:45 土曜 14:15 - 14:30 土曜 14:00 - 14:30 土曜 14:15 - 14:30                             | 2010年6月6日 - 2011年6月26日 2011年7月2日 - 2012年10月27日 2012年11月3日 - 2014年3月29日 2014年4月5日 - 2016年6月25日 2016年7月2日 - 2017年3月25日                               |
| 愛媛県       | 南海放送（RNB）   | 土曜 7:15 - 7:45 水曜 23:00 - 23:30 日曜 23:00 - 23:30 水曜 21:30 - 22:00                                                | 2014年4月5日 - 2014年9月27日 2014年10月1日 - 2015年3月25日 2015年4月5日 - 2016年9月25日 2016年9月28日 - 2017年9月27日                                                            |
| 福島県       | ラジオ福島（rfc） | 月曜 - 金曜 6:35 - 6:45                                                                                                  | 2016年3月28日開始。終了日不明。 |
| 香川県       | 西日本放送（RNC） | 月曜 18:45 - 19:00 | 2017年3月31日終了、10月3日再開(火-金)。2018年4月から月曜のみ。終了日不明。 |
| 岡山県       | 山陽放送（RSK）   | 土曜 7:15 - 7:45 | 2017年9月2日から放送時間が15分拡大。終了日不明。 |
| 青森県       | 青森放送（RAB）   | 日曜 8:15 - 8:30 | 終了日不明。 |
| 静岡県       | 静岡放送（SBS）   | 日曜 10:45 -11:00 | 2017年10月8日開始。終了日不明。 |